# Języki anatolijskie
Języki anatolijskie – podrodzina języków indoeuropejskich, którymi posługiwała się ludność zamieszkująca współczesną Anatolię w okresie od ok. 2000 r. p.n.e. do początków naszej ery.
Językoznawcy wciąż nie są pewni, czy języki anatolijskie oderwały się jako pierwsze od języka praindoeuropejskiego i odtąd rozwijały samodzielnie, czy też były bliżej spokrewnione z pozostałymi indoeuropejskimi podrodzinami.
Na rok 2000 p.n.e. datuje się występowanie już w pełni wykrystalizowanych języków grupy anatolijskiej. W XVIII–XVI w. p.n.e. w użyciu był język starohetycki, którego najstarsze zapisy na glinianych tabliczkach spisane pismem klinowym są jednocześnie najstarszymi zapisami języków indoeuropejskich. Na późniejszy okres XV–VIII w. p.n.e. datuje się zabytki języka nowohetyckiego, luwijskiego i palajskiego spisanych pismem klinowym, a także języka luwijskiego zapisanego pismem hieroglificznym. Z drugiej połowy I tysiąclecia p.n.e. (VII–I w. p.n.e.) pochodzą zabytki najmłodszych języków anatolijskich: lidyjskiego, licyjskiego, milyjskiego i karyjskiego, spisanych alfabetem greckim.
Języki anatolijskie wyszły z użycia prawdopodobnie w okresie Cesarstwa Rzymskiego. W pierwszym wieku I n.e. na obszarze Anatolii używane były jeszcze liczne języki przedgreckie:
- kapadocki używany w Kapadocji w I w. n.e. – według świadectwa Filostratosa z Tyany;
- karyjski, używany w mieście Kiburze – według świadectwa geografa Strabona (Geografia XIII, 4, 7);
- lidyjski, używany w Solime – według świadectwa geografa Strabona (Geografia XIII 4, 17);
- likaoński, używany w Listrze w czasach apostoła Pawła (Dzieje Apostolskie XIV, 1);
- pizydyjski, używany w Pizydii (spora liczba inskrypcji i nazw własnych);

Anatolia była regionem, gdzie obok języka greckiego, głównego środka komunikacji językowej w tamtym regionie, używano licznych języków miejscowych. Mitrydates VI Eupator, król Pontu, posługiwał się 22 językami z obszaru swego państwa. Strabon rejestruje 70 odrębnych języków na obszarze Anatolii, a Pliniusz Starszy (Historia Naturalna VI, 15) wskazuje na istnienie 130 języków od Anatolii aż po Kaukaz. Przynajmniej część z nich wydaje się przynależeć do ugrupowania języków anatolijskich.

## Klasyfikacja języków anatolijskich
języki indoeuropejskie > języki anatolijskie
języki anatolijskie (hetyckie) †:
- języki hetycko-palajskie
  - hetycki †
  - palajski †
  - lidyjski †
- języki luwijskie lub południowo-zachodnie
  - luwijski †
  - luwijski hieroglificzny †
  - licyjski (likijski) †
  - milyjski †
  - karyjski †
  - pizydyjski †
  - sydetyjski †
- inne języki anatolijskie
  - izauryjski †
  - kapadocki †
  - lykaoński †
  - pizydyjski †
  - kalaszmaicki †[1][2][3][4]

| Język                                   | Okres używania          | Obszar używania                                           | Status użytkowy | Źródła |
| --------------------------------------- | ----------------------- | --------------------------------------------------------- | --------------- | --- |
| Praanatolijski                          | do ok. 3000–2500 p.n.e. | Anatolia (dzisiejsza Turcja)                              | wymarły         | Rekonstrukcja językoznawcza |
| Prahetycki                              | ok. 2500-2100 p.n.e.    | Anatolia (głównie środkowa)                               | wymarły         | Rekonstrukcja językoznawcza |
| Hetycki kaniszyjski                     | ok. 1935–1710 p.n.e.    | Kaniš (środkowa Anatolia)                                 | wymarły         | Tabliczki z Kaniš |
| Hetycki hattuszyjski (hetycki właściwy) | ok. 1650–1180 p.n.e.    | Królestwo Hetytów (środkowa Anatolia)                     | wymarły         | Teksty klinowe z Ḫattuša |
| Praluwolidyjski                         | ok. 2500–2000 p.n.e.    | Południowa i zachodnia Anatolia                           | wymarły         | Rekonstrukcja językoznawcza |
| Pralidyjski                             | ok. 2500–1200 p.n.e.    | Lidia (zachodnia Anatolia)                                | wymarły         | Rekonstrukcja językoznawcza |
| Lidyjski                                | ok. 700–200 p.n.e.      | Lidia (zachodnia Anatolia)                                | wymarły         | Inskrypcje na monetach, teksty |
| Praluwopalajski                         | ok. 2500–1700 p.n.e.    | Północna i południowo-zachodnia Anatolia                  | wymarły         | Rekonstrukcja językoznawcza |
| Prapalajski                             | ok. 2300-2000 p.n.e.    | Pala (północna Anatolia)                                  | wymarły         | Rekonstrukcja językoznawcza |
| Palajski                                | ok. 1600–1200 p.n.e.    | Pala (północna Anatolia)                                  | wymarły         | Teksty rytualne |
| Praluwijski                             | ok. 2100–1900 p.n.e.    | Południowa Anatolia                                       | wymarły         | Rekonstrukcja językoznawcza |
| Przedluwijski                           | ok. 1800-1600 p.n.e.    | Południowa Anatolia                                       | wymarły         | Rekonstrukcja językoznawcza |
| Luwijski klinowy                        | ok. 1600–1400 p.n.e.    | Południowa Anatolia (zwłaszcza Królestwo Hetytów, Arzawa) | wymarły         | Teksty klinowe |
| Luwijski hieroglificzny                 | ok. 1300–700 p.n.e.     | Południowa i zachodnia Anatolia (w tym Lidia)             | wymarły         | Teksty hieroglificzne |
| Pralikokaryjski                         | ok. 2000–1500 p.n.e.    | Południowo-zachodnia Anatolia                             | wymarły         | Rekonstrukcja językoznawcza |
| Licyjski (likijski)                     | ok. 500–300 p.n.e.      | Licja (południowo-zachodnia Anatolia)                     | wymarły         | Inskrypcje nagrobne, publiczne, królewskie i dedykacyjne; nieliczne teksty literackie i religijne oraz dokumenty administracyjne i handlowe |
| Sidecki                                 | ok. 500-200 p.n.e.      | Sida (południowa Anatolia)                                | wymarły         | inskrypcje nagrobne, pomnikowe i dedykacyjne                                                                                                |
| Prakaryjsko- milyjski                   | ok. 1400–800 p.n.e.     | Karia (południowo-zachodnia Anatolia)                     | wymarły         | Rekonstrukcja językoznawcza |
| Karyjski                                | ok. 700–300 p.n.e.      | Karia (południowo-zachodnia Anatolia)                     | wymarły         | Inskrypcje (także w Egipcie) |
| Milyjski                                | ok. 500–400 p.n.e.      | Miliada (zachodnia Anatolia)                              | wymarły         | Inskrypcje nagrobne |
| Pizydyjski                              | ok. 200 p.n.e.–100 n.e. | Pizydia (południowa Anatolia)                             | wymarły         | Krótkie inskrypcje nagrobne, pomnikowe, dedykacyjne                                                                                         |